# Посольство России в Непале
Посольство России в Непале — дипломатическое представительство Российской Федерации, расположенное в столице государства, городе Катманду.

## Дипломатические отношения
Дипломатические отношения между Непалом и СССР были установлены 20 июля 1956 года. Непал признал Россию в качестве государства-преемника СССР 27 декабря 1991 года. Основу отношений в торгово-экономической области составляли подписанные в 1960—1980-х годах межправительственные соглашения об экономическом и техническом сотрудничестве, торговле и воздушном сообщении. В сентябре 1995 года был подписан Протокол о межмидовских консультациях.
24 ноября 2010 года в рамках Международного форума стран обитания тигра в Санкт-Петербурге состоялась встреча премьер-министров стран Владимира Путина и Мадхава Кумара Непала, посвящённая развитию российско-непальского взаимодействия.

## Послы России в Непале
- Феликс Николаевич Строк (1991—1992)
- Александр Михайлович Кадакин (1992—1997)
- Владимир Васильевич Иванов (1997—2001)
- Валерий Вартанович Назаров (2001—2005)
- Андрей Леонидович Трофимов (2005—2010)
- Сергей Васильевич Величкин (2010—2015)
- Андрей Сергеевич Будник (2015—2018)
- Алексей Алексеевич Новиков (2019—наст. вр.)